# Перминова, Наталья Андреевна
Наталья Андреевна Перминова (род. 14 ноября 1991 года) — российская бадминтонистка.

## Биография
В 2013 году Наталья Перминова в составе сборной России принимала участие в Европейском смешанном командном чемпионате по бадминтону, где заняла третье место. В августе 2013 года Перминова участвовала в чемпионате мира по бадминтону в Гуанчжоу, играя в женском одиночном разряде, но проиграла болгарской бадминтонистке Пете Неделчевой.
В августе 2014 года Перминова участвовала в чемпионате мира по бадминтону в Копенгагене, играя в одиночном женском разряде. В августе 2015 года, Перминова участвовала в чемпионате мира по бадминтону в Джакарте, играя в одиночном женском разряде.
В 2016 году Наталья Перминова приняла участие в Летних Олимпийских играх 2016 в Рио-де-Жанейро.